# یمیر

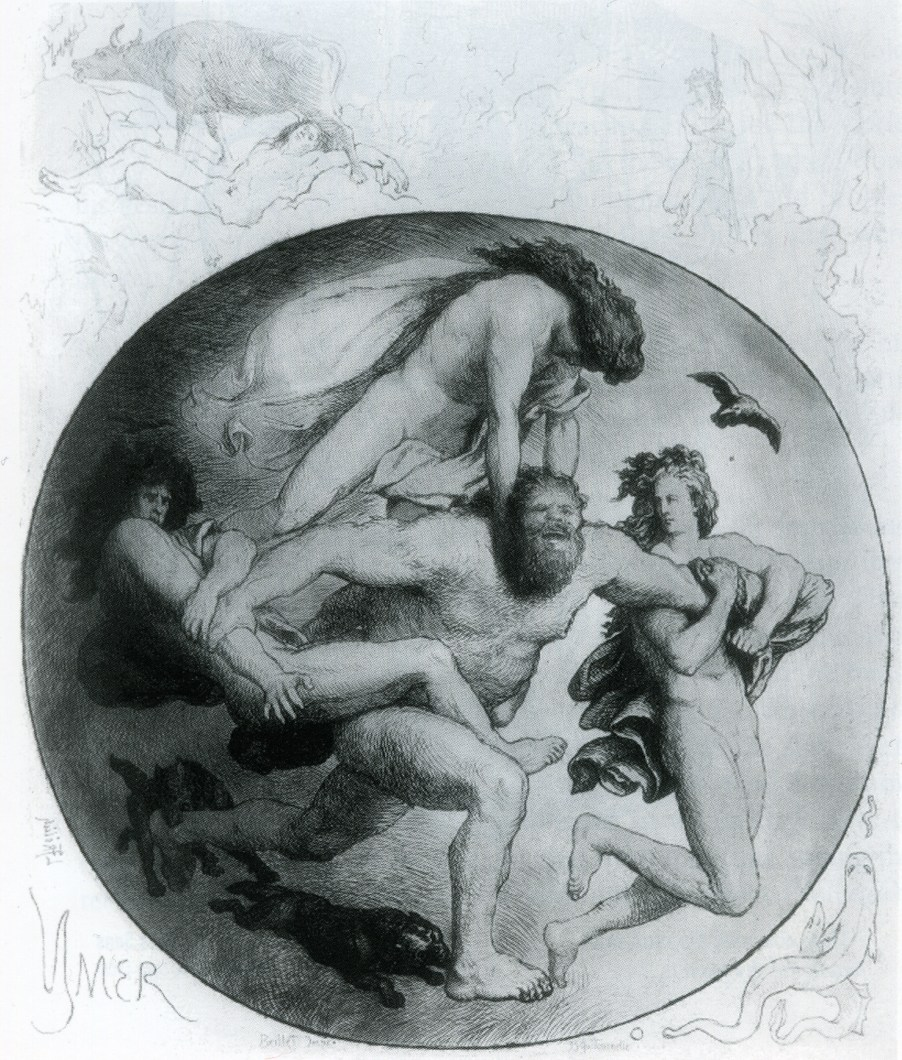
یمیر که توسط سه پسر؛ اودین، ویلی و وه مورد حمله قرار گرفته است.

یمیر، اورگلمیر، بریمیر و بلاینین در اساطیر اسکاندیناوی، نام‌های موجود نخستینی هستند که از قطره زهر رودخانه یخی الی‌ویگار در گینونگاگپ زاده شده و جد تمام یوتون است. بر طبق شعر ولوسپا، اولین و شناخته‌شده‌ترین سروده در ادای شاعرانه، یمیر نخستین موجود زنده بود که حتی قبل از خلق بهشت و زمین وجود داشت. یمیر پدر تمام غول‌های نژاد یخ به‌شمار می‌رفت و خود از ذوب شدن یخ‌های واقع در نیفل‌هایم توسط بادهای گرم سرزمین سوزان موسپل‌هایم به وجود آمده بود. یخ‌ها به ذوب شدن خود ادامه می‌دادند و از قطرات آن‌ها ماده گاو اودوملا پدید آمد. از چهار رود شیر که از پستان اودوملا جاری می‌شد، یمیر را خوراک می‌بخشید و خود گاو برای تغذیه، سنگ‌های نمک را می‌لیسید.
اودین و برادرانش ویلی و وه که دل خوشی از یمیر و غول‌هایی که روز بروز به تعدادشان افزوده می‌شد، نداشتند تصمیم گرفتند او را بکشند. وقتی یمیر مرد، کل نژاد غولان یخی به‌جز دو تن در خونش غوطه‌ور گشتند. آنگاه اودین و برادرانش از بدن بی‌جان یمیر بهره گرفتند تا جهان را پدید آورند. آن‌ها با حمل پیکر عظیم‌الجثه او به داخل گینونگاگپ، زمین را از گوشت تن و صخره‌ها را از استخوانش پدید آوردند. آن‌ها تخته سنگ‌ها و قلوه سنگ‌ها را از دندان‌ها و استخوان‌پاره‌های تن او پدید آوردند، خونش را به دریاچه‌ها و دریا، جمجمه‌اش را به آسمان فراز زمین بدل کردند و از چهار سو، چهار کوتوله (شمال، جنوب، شرق و غرب) در هر سمت گماردند تا جهان را نگه دارند. آن‌ها گیاهان و درختان را از موی یمیر برآوردند و مغز او را بر آسمان پاشیدند تا ابرها را پدید آورد و در انتها از ابروهایش میدگارد، سرزمین انسان‌ها را خلق کردند.
از یمیر در اِدای شاعرانه که در قرن سیزدهم تألیف شد، ادای منثور که توسط اسنوری استورلوسون در قرن سیزدهم نوشته شد و در اشعار اسکالد یاد شده‌است.